# Atriplex limbata
Atriplex limbata är en amarantväxtart som beskrevs av George Bentham. Atriplex limbata ingår i släktet fetmållor, och familjen amarantväxter. Inga underarter finns listade i Catalogue of Life.